# Tifón Rammasun (2002)
El tifón Rammasun, conocido en Filipinas como tifón Florita (designación internacional: 0205, designación JTWC: 09W), fue el primero de cuatro tifones que contribuyeron a las fuertes lluvias e inundaciones mortales en Filipinas en julio de 2002. El quinto ciclón tropical de la temporada de tifones del Pacífico de 2002, Rammasun se desarrolló aproximadamente al mismo tiempo que tifón Chataan, solo más al oeste. La tormenta avanzó hacia el noroeste hacia República de China, y el 2 de julio de 2002 alcanzó su intensidad máxima con vientos de 160 km/h (100 mph). Rammasun giró hacia el norte, pasando al este de Taiwán y China. En Taiwán, las bandas de lluvia exteriores dejaron caer lluvias que aliviaron las condiciones de sequía. En China, las lluvias se produjeron después de condiciones previamente húmedas, lo que provocó inundaciones adicionales, aunque los daños fueron menores de lo esperado; hubo alrededor de $85 millones en daños a las cosechas y la pesca en una provincia.
Después de afectar a Taiwán y China, Rammasun comenzó a debilitarse debido a que se acercaba una vaguada, que hizo que el tifón se volviera hacia el noreste. Pasó sobre la isla japonesa de Miyako-jima y también produjo fuertes vientos en Okinawa. Cerca de 10,000 casas se quedaron sin energía en la isla y el oleaje alto mató a dos marineros. En el continente japonés, hubo daños leves a los cultivos y una lesión grave. Después de debilitarse a tormenta tropical, Rammasun pasó al oeste de la isla surcoreana de Cheju-do, matando a una persona por las olas altas. La tormenta atravesó el país, mató a otras tres personas y dejó $9,5 millones en daños. Las fuertes lluvias también afectaron a Corea del Norte y Krai de Primorie en el Lejano Oriente de Rusia.

## Historia meteorológica
Hacia fines de junio, la vaguada del monzón se extendió a través del Océano Pacífico Norte occidental justo al norte del ecuador, generando dos perturbaciones tropicales. El más oriental finalmente se convirtió en el tifón Chataan, y la perturbación occidental persistió al este de Palaos con un área de convección asociada. El sistema se organizó gradualmente, desarrollando una circulación débil después de que la cizalladura del viento disminuyó constantemente. Temprano el 28 de junio, la Agencia Meteorológica de Japón (JMA) clasificó el sistema como una depresión tropical cerca de Yap en los Estados Federados de Micronesia (FSM). Al mismo tiempo, la Administración de Servicios Atmosféricos, Geofísicos y Astronómicos de Filipinas (PAGASA) declaró el sistema como depresión tropical Florita, y unas horas más tarde el Centro Conjunto de Advertencia de Tifones (JTWC) inició avisos sobre la Depresión Tropical 09W.
Después de formarse, la depresión se desplazó hacia el noroeste, influenciada por una cresta hacia el noreste, aunque se volvió brevemente hacia el noreste debido a un aumento de los vientos del oeste; sin embargo, su movimiento hacia el noroeste se reanudó rápidamente. Un canal sobre el mar de Filipinas aumentó el flujo de salida sobre la depresión y la convección se organizó mejor. Temprano el 29 de junio, la Agencia Meteorológica de Japón (JMA) actualizó la depresión a tormenta tropical Rammasun. Mientras se movía hacia el noroeste, la circulación inicialmente permaneció amplia y desorganizada, ubicada al este de la convección cíclica. Sin embargo, Rammasun se intensificó constantemente y se desarrolló un ojo el 1 de julio. Ese día, la Agencia Meteorológica de Japón (JMA) y el Centro Conjunto de Advertencia de Tifones (JTWC) elevaron la tormenta a un tifón a unos 930 km (575 millas) al este de Luzón en Filipinas. El tifón continuó fortaleciéndose, desarrollando paredes oculares concéntricas con bandas de lluvia bien definidas. A las 1500 UTC del 2 de julio, la Agencia Meteorológica de Japón (JMA) estimó vientos máximos sostenidos de 10 minutos de 160 km/h (100 mph). Temprano el 3 de julio, el Centro Conjunto de Advertencia de Tifones (JTWC) estimó vientos sostenidos de 1 minuto de 205 km/h (125 mph) a unos 350 km (220 millas) al sur-sureste de Okinawa, o 510 km (315 millas) al sureste de Taiwán.
Mientras estaba en su máxima intensidad, Rammasun giró hacia el norte, giró alrededor de la cresta subtropical hacia el este y, a primeras horas del 3 de julio, golpeó la isla japonesa de Miyako-jima. Un canal estacionario sobre China debilitó la convección en la periferia occidental del tifón, y el ojo se volvió gradualmente menos organizado. El 4 de julio, Rammasun comenzó a debilitarse y, a las 00:00 UTC del 5 de julio, estaba ubicado a unos 280 km (175 millas) al este-noreste de Shanghái como un tifón mínimo. Poco después, Rammasun se debilitó al estado de tormenta tropical. Una vaguada que se acercaba provocó que la tormenta se acelerara hacia el noreste, lo que debilitó la convección y dejó la circulación expuesta. Alrededor de las 22:00 UTC del 5 de julio, Rammasun tocó tierra en Corea del Sur, cerca de Seosan o a unos 70 km (45 millas) al noroeste de la capital del país, Seúl. El Centro Conjunto de Advertencia de Tifones (JTWC) estimó que la intensidad de la llegada a tierra fue de alrededor de 65 km / h (40 mph). La tormenta cruzó rápidamente el país, y aunque el Centro Conjunto de Advertencia de Tifones (JTWC) consideró que Rammasun se disipó temprano el 6 de julio sobre el país, el Agencia Meteorológica de Japón (JMA) continuó rastreando la tormenta hacia el noreste, declarando que la tormenta era extratropical a las 12:00 UTC de ese día. Temprano el 8 de julio, la Agencia Meteorológica de Japón (JMA) informó que los remanentes de Rammasun se disiparon al sur de Vladivostok.

## Preparaciones e impacto

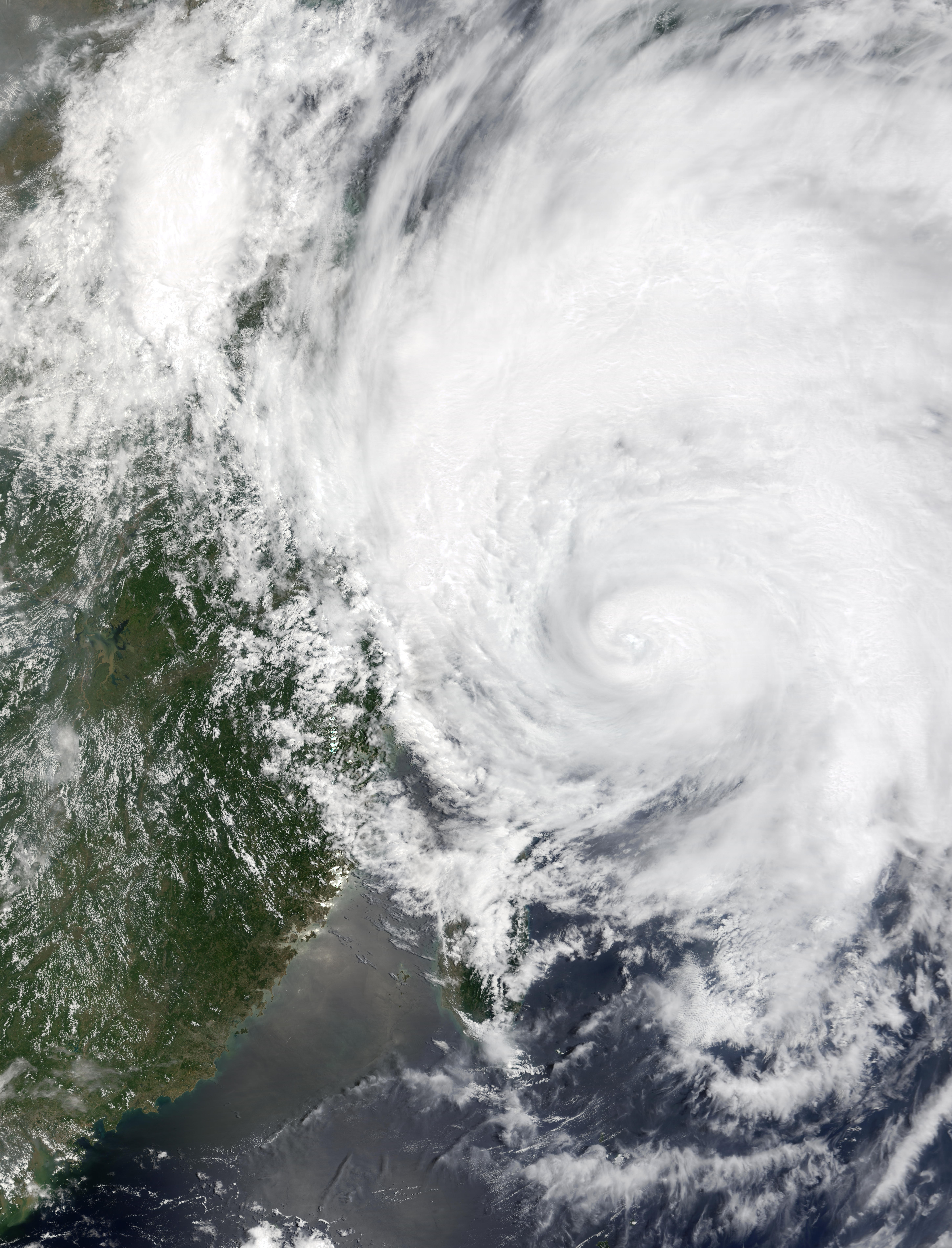
Tifón Rammasun en el Mar de China Oriental el 4 de julio de 2002

### Filipinas
Cuando Rammasun se alejó de Filipinas, aumentó el monzón y produjo lluvias e inundaciones. Se informaron varios deslizamientos de tierra y más de 3.000 personas tuvieron que evacuar. Las tormentas posteriores también intensificaron el monzón y, combinadas con los efectos del tifón Chataan, la tormenta tropical severa Nakri y el tifón Halong, hubo 85 muertos y 45 heridos en Filipinas. El daño combinado en el país ascendió a $10,3 millones (₱ 522 millones de PHP 2002).

### República de China
Antes de que el tifón afectara a Taiwán, los residentes de Taipéi prepararon bolsas de arena y el presidente Chen Shui-bian ordenó a los militares que estuvieran en espera para ayudar en las secuelas de la tormenta. La Oficina Meteorológica Central de Taiwán emitió una advertencia de tifón en alta mar el 2 de julio, lo que llevó a los funcionarios a cancelar el servicio de ferry y restringir las actividades acuáticas en el parque nacional Kenting. Después de una sequía prolongada que resultó en restricciones de agua durante dos meses, el tifón dejó caer lluvias en todo el país. En el condado de Miaoli, Rammasun dejó caer 681 mm (26,8 pulgadas) de lluvia, el total más alto en la isla. Las lluvias provocaron deslizamientos de tierra en dos aldeas, aunque los daños fueron menores. El 4 de julio, se eliminaron las restricciones de agua en toda la isla, con la excepción de Taipéi; la restricción de la ciudad se eliminó un día después después de determinar que la presa Feitsui y la presa Shihmen alcanzaron niveles cercanos a su capacidad total.

### República Popular China
En contraste con las condiciones previamente secas en Taiwán, el este de China estaba experimentando lluvias por encima de lo normal y muchos embalses estaban cerca de su capacidad cuando Rammasun se acercaba a la región. En paralelo a la costa este de China, Rammasun dejó caer fuertes lluvias que alcanzaron los 225 mm (8,9 pulgadas) en Ningbo, y las ráfagas de viento alcanzaron un máximo de 165 km/h (102 mph) en el este de Zhejiang. Los funcionarios cancelaron 200 vuelos que salían o llegaban del aeropuerto Internacional de Shanghái Pudong. Los fuertes vientos destruyeron una aldea de trabajadores migrantes en Shanghái, matando a cinco personas. Los vientos dañaron un edificio en construcción, hiriendo a 44 personas. Una mujer murió en Chongming cuando los vientos golpearon una pared sobre ella. Rammasun derribó árboles y provocó cortes de energía en la región, y las inundaciones de la tormenta obligaron a evacuar a más de 2.700 personas. Los fuertes vientos dejaron alrededor de $85 millones en daños a la agricultura y la acuicultura en Zhejiang; sin embargo, el daño fue menor de lo esperado debido a que la tormenta permaneció en alta mar.

### Japón
Golpeando la isla japonesa de Miyako-jima, el tifón produjo ráfagas de viento máximas de 169 km/h (105 mph) mientras estaba en la pared del ojo, con vientos sostenidos de 93 km/h (58 mph). Se registraron vientos igualmente fuertes cerca de Okinawa, que alcanzaron los 90 km/h (56 mph). La alta mar del tifón mató a dos marineros de la Armada de los Estados Unidos. En Okinawa, Rammasun dejó unas 10.000 casas sin electricidad. Dos personas resultaron heridas en el país, una de ellas de gravedad. Una estación en la prefectura de Miyazaki en la isla japonesa de Kyushu reportó la precipitación más alta asociada con Rammasun, con un total de 290 mm (11 pulgadas). Una casa en el país resultó dañada debido al tifón y hubo al menos un informe de un deslizamiento de tierra. Los daños a las cosechas en el país ascendieron a 4,4 millones de dólares (896 millones de yenes en 2002 JPY). La amenaza de la tormenta llevó a las autoridades a cancelar 61 vuelos en avión.

### Península de Corea

#### Corea del Sur
El tifón Rammasun pasó a poca distancia al oeste de Jeju-do, una isla frente a la costa de Corea del Sur, y dejó caer más de 300 mm (12 pulgadas) de lluvia. El oleaje alto mató a una persona en la isla, y los funcionarios restringieron el acceso a la montaña Hallasan y a todos los parques. Siete barcos resultaron dañados y muchas carreteras de la isla se inundaron. Antes de que Rammasun golpeara la parte continental de Corea del Sur, los funcionarios de la aerolínea cancelaron 167 vuelos. Hubo tres muertes en el continente, incluido un niño que se ahogó en las inundaciones. Los daños en el país ascendieron a $9,5 millones, gran parte de ellos daños a la propiedad; también hubo daños en la cosecha de arroz.

#### Corea del Norte
Las lluvias se extendieron a la vecina Corea del Norte, dañando el arroz y el maíz.

### Rusia
Más tarde, Rammasun trajo la precipitación mensual promedio en solo dos días en partes de Krai de Primorie, causando inundaciones a lo largo de carreteras y vías fluviales.